# Flamsteedovo poimenovanje
Flamsteedovo poimenovanje je kombinacija števila in imena ozvezdja, ki unikatno identificira večino zvezd, vidnih s prostim očesom v modernih ozvezdjih vidnih iz južne Anglije. Poimenovanje je poimenovano po Johnu Flamsteedu, ki je prvi uporabil ta imena v njegovem delu Historia Coelestis Britannica.

## Opis
Flamsteedovo poimenovanje je podobno Bayerjevemu poimenovanju, a namesto grških in latiničnih črk uporablja številke. Vsaki zvezdi je dodeljena številka in latinsko ime ozvezdja v rodilniku, kjer se ta zvezda nahaja (glej seznam ozvezdij za imena ozvezdij v rodilniku). Slovenci pogosto namesto latinskega imena ozvezdja uporabljamo slovensko ime ozvezdja v rodilniku. Flamsteed je poimenoval 2554 zvezd. Številke so izvirno naraščale skupaj z naraščajočo rektascenzijo, a so zaradi učinkov precesije sedaj na rahlo napačnem mestu.
Metoda takšnega poimenovanja zvezd se je prvič pojavila v prvi različici Flamsteedove Historie Coelestis Britannica, ki je sta jo izdala Edmond Halley in Isaac Newton leta 1712 brez Flamsteedovega dovoljenja. Končna verzija Flamsteedovega kataloga iz leta 1725 je po njegovi smrti izpustila čisto vse številke. Številke, kot jih poznamo sedaj, je vključil francoski astronom Joseph Jérôme de Lalande, pojavile pa so se v njegovem almanahu leta 1783, imenovanem Éphémérides des mouvemens célestes, ki je vključil Flamsteedov katalog v obliki iz leta 1712. Lalande je zapisal v svojem uvodu, da je dobil idejo iz neuradnega dela.
Flamsteedovo poimenovanje je postalo popularno v osemnajstem stoletju, zdaj pa se uporablja večinoma samo takrat, ko za zvezdo ne obstaja Bayerjevo poimenovanje. Kjer obstaja Bayerjevo ime z grško črko, se Flamsteedovega imena načeloma ne uporablja (uporablja se ga pri latiničnih črkah). Primeri splošno znanih zvezd, kjer se splošno uporablja Flamsteedovo ime, sta recimo 51 Pegaza in 61 Laboda. Flamsteedovo poimenovanje se uporablja tudi, ko ima Bayerjevo ime po grški črki še številko, na primer 55 Raka je pogosteje uporabljeno namesto Ro-1 Raka.
Obstajajo celo primeri zvezd, kot recimo 10 Velikega medveda v Risu, kjer Flamsteedova poimenovanja niso pravilno uvrščena v ozvezdje, kjer leži, kot tudi pri Bayerjevem poimenovanju zaradi kompromisov, ki so bili narejeni med delanjem mej med modernimi ozvezdji.
Flamsteedov katalog pokrije samo zvezde vidne iz Velike Britanije, torej zelo južnih zvezd Flamsteed ni poimenoval. Nekatere zvezde, kot recimo 82 Eridana so bile poimenovane na glavnem južno-nebesnem katalogu, imenovanem Uranometria Argentina od Benjamina Goulda. Raje kot Flamsteedova števila se imenujejo Gouldova števila, loči pa se jih po G-ju, kot recimo v 82 G. Eridana. Razen ob izjemnih primerih, se Gouldovih števil načeloma ne uporablja. Podobna poimenovanja Flamsteedovemu narejena od drugih astronomov (na primer Heveliusovo) niso več v uporabi. (Znana izjema je kroglasta kopica 47 Tukana iz Bodejevega kataloga.)
84 zvezd v Flamsteedovem katalogu so napake in sploh niso bile zvezde na nebu. Vse razen 11 Lisičke so narisane na njegovih kartah.
- Flamsteed je opazoval Uran leta 1690, a ga ni prepoznal kot planet, poimenoval ga je 34 Bika.
- 11 Lisičke je bila nova, sedaj znana kot CK Lisičke.
- Veliko zvezd je bilo aritmetičnih napak Flamsteeda.

## Seznam ozvezdij, v katerih so zvezde, ki jih je poimenoval Flamsteed
Flamsteed je poimenoval zvezde v 52. ozvezdjih. Poimenovane zvezde so napisane v pripadajočih seznamih ozvezdja:
- Andromeda
- Berenikini kodri
- Bik
- Čaša
- Delfin
- Devica
- Dvojčka
- Enorog
- Eridan
- Herkul
- Južna riba
- Kača
- Kačenosec
- Kasiopeja
- Kefej
- Kit
- Kozorog
- Kuščarica
- Labod
- Lev
- Lira
- Lisička
- Lovska psa
- Mali lev
- Mali medved
- Mali pes
- Orel
- Orion
- Oven
- Pegaz
- Perzej
- Puščica
- Rak
- Ribi
- Ris
- Sekstant
- Severna krona
- Strelec
- Škorpijon
- Tehtnica
- Trikotnik
- Veliki medved
- Veliki pes
- Vodna kača
- Vodnar
- Volar
- Volk
- Voznik
- Vrana
- Zmaj
- Žirafa
- Žrebiček

Kot dodatek je bilo veliko zvezd v Krmi in majhno število zvezd v Kentavru in Volku dodanih Flamsteedovemu seznamu.